# Фурно-ле-Валь
Фурно́-ле-Валь (фр. Fourneaux-le-Val) — коммуна во Франции, находится в регионе Нижняя Нормандия. Департамент коммуны — Кальвадос. Входит в состав кантона Фалез-Север. Округ коммуны — Кан.
Код INSEE коммуны — 14284.

## Население
Население коммуны на 2010 год составляло 175 человек.
| 1962 | 1968 | 1975 | 1982 | 1990 | 1999 | 2010 |
| ---- | ---- | ---- | ---- | ---- | ---- | ---- |
| 154  | 149  | 138  | 157  | 183  | 175  | 175  |

## Экономика
В 2010 году среди 118 человек трудоспособного возраста (15—64 лет) 94 были экономически активными, 24 — неактивными (показатель активности — 79,7 %, в 1999 году было 76,0 %). Из 94 активных жителей работали 84 человека (46 мужчин и 38 женщин), безработных было 10 (6 мужчин и 4 женщины). Среди 24 неактивных 7 человек были учениками или студентами, 12 — пенсионерами, 5 были неактивными по другим причинам.